# Дорогой длинною
«Доро́гой дли́нною» — русский романс, написанный Борисом Фоминым (музыка) и Константином Подревским (слова). Существует также вариант текста Павла Германа. Самые ранние записи этой песни были сделаны Александром Вертинским (1926) и Тамарой Церетели (1929).

## Текст
В оригинале романс имеет следующий текст:
Ехали на тройке с бубенцами,

А вдали мелькали огоньки.

Эх, когда бы мне теперь за вами,

Душу бы развеять от тоски!

Припев:

Дорогой длинною, да ночкой лунною,

Да с песней той, что в даль летит, звеня,

Да со старинною, да семиструнною,

Что по ночам так мучила меня.

Да, выходит, пели мы задаром.

Понапрасну ночь за ночью жгли.

Если мы покончили со старым,

Так и ночи эти отошли!

Припев.

В даль иную — новыми путями — 

Ехать нам судьбою суждено!

Ехали на тройке с бубенцами,

Да теперь проехали давно.

Припев.

Никому теперь уж не нужна я,

И любви былой не воротить,

Коль порвётся жизнь моя больная,

Вы меня везите хоронить.

Припев.
Однако А. Вертинский сильно переделал текст, и сейчас в России чаще всего исполняется некий «гибрид» из оригинала и варианта Вертинского.

## История
Романс был написан в 1924 году и очень скоро получил необыкновенную любовь и стал весьма популярен среди русских эмигрантов. Причинами этого была душевность стихов и мелодии, а также, как казалось эмигрантам, явный антисоветский подтекст слов романса. Со второй половины 1920-х годов в Париже среди русских эмигрантов романс постоянно исполнялся в ресторане Насти Поляковой. Вероятно, там его и услышал Вертинский и включил его в свой репертуар.
На русском языке романс исполняли известные певцы в среде русской эмиграции: Пётр Лещенко, Юрий Морфесси, Стефан Данилевский, Людмила Лопато. В 1952 году Людмила Ильинична Лопато исполнила романс «Дорогой длинною» в кинофильме «Невиновные в Париже». «Дорогой длинною» позже исполняли серб Джордже Марьянович, поляк Мечислав Свенцицкий, ловарь Янош Шаркози. В конце 1960-х — начале 1970-х годов романс пережил второй пик популярности, его исполняли советские и зарубежные певцы: Нани Брегвадзе, Клавдия Шульженко, Людмила Зыкина, Рашид Бейбутов, Эдуард Хиль, Эдита Пьеха, Халина Куницкая, Веслава Дроецка (Польша), Маргарита Димитрова (Болгария), а также эстрадные оркестры. Кроме того, мелодия песни «Дорогой длинною» была использована в качестве фоновой музыки в пятом выпуске мультсериала «Ну, погоди!» в сцене, когда заяц уезжает в троллейбусе, а волк, которому дверьми зажало голову, бежит за этим троллейбусом.

### Версия Александра Вертинского
Русский певец Александр Вертинский записывал песню несколько раз в 1920-е и 1930-е годы. Есть версия в сопровождении оркестра Ионеля Багеака, вышедшая на Columbia Records. Также есть версия, записанная с оркестром варшавской фирмы звукозаписи Syrena-Electro в 1932 году.
Ехали на тройках с бубенцами,

А вдали мелькали огоньки.

Мне б сейчас, соколики, за вами,

Душу б мне развеять от тоски!

Припев:

Дорогой длинною, и ночью лунною,

И с песней той, что в даль летит, звеня,

И с той старинною, с той семиструнною,

Что по ночам так мучила меня.

Так, живя без радости, без муки

Помню я ушедшие года.

И твои серебряные руки

Тройке, улетевшей навсегда!

Припев.

Дни идут, печали умножая.

Мне так трудно прошлое забыть.

Как-нибудь однажды, дорогая,

Вы меня свезёте хоронить.

Припев.

### «Those Were the Days»
Американский архитектор, писатель и музыкант Юджин (Джин) Раскин, родители которого были выходцами из России, написал новые английские слова на несколько изменённую мелодию песни «Дорогой длинною» и записал её в 1962 году под названием «Those Were the Days». В том же году песня была выпущена американским фолк-трио The Limeliters в альбоме Folk Matinee. В 1964 году выступление Раскина в лондонском клубе «Blue Angel» услышал Пол Маккартни, который четыре года спустя выбрал «Those Were the Days» для дебютного сингла 18-летней валлийской певицы Мэри Хопкин. Сингл с песней был выпущен на лейбле «The Beatles» «Apple Records» 30 августа 1968 года и занял 1-е место в британском хит-параде, оставаясь на вершине 6 недель. В США песня достигла 2-го места. Хопкин записала также версии этой песни на испанском, итальянском, немецком и французском языках. Песню исполняли Сэнди Шоу, Энгельберт Хампердинк, Далида (под названием «Le temps des fleurs») и другие. Несмотря на то, что Раскин лишь написал текст, а не мелодию, на всех пластинках с версиями «Those Were the Days» он указывается в качестве единственного автора. Под названием «Llanrumney Chorus» в акапельном варианте песня вышла также в альбоме We Can Do Anything английской Oi!-группы The Oppressed.
Популярность англоязычной версии привела к тому, что песню начали переводить на различные европейские и азиатские языки. На текущий момент существуют версии на португальском, испанском, турецком, нидерландском, литовском, эстонском, финском, шведском, чешском, словацком, польском, белорусском, хорватском, румынском, венгерском, японском, китайском, немецком, иврите и вьетнамском языках.